# Herodianischer Tempel

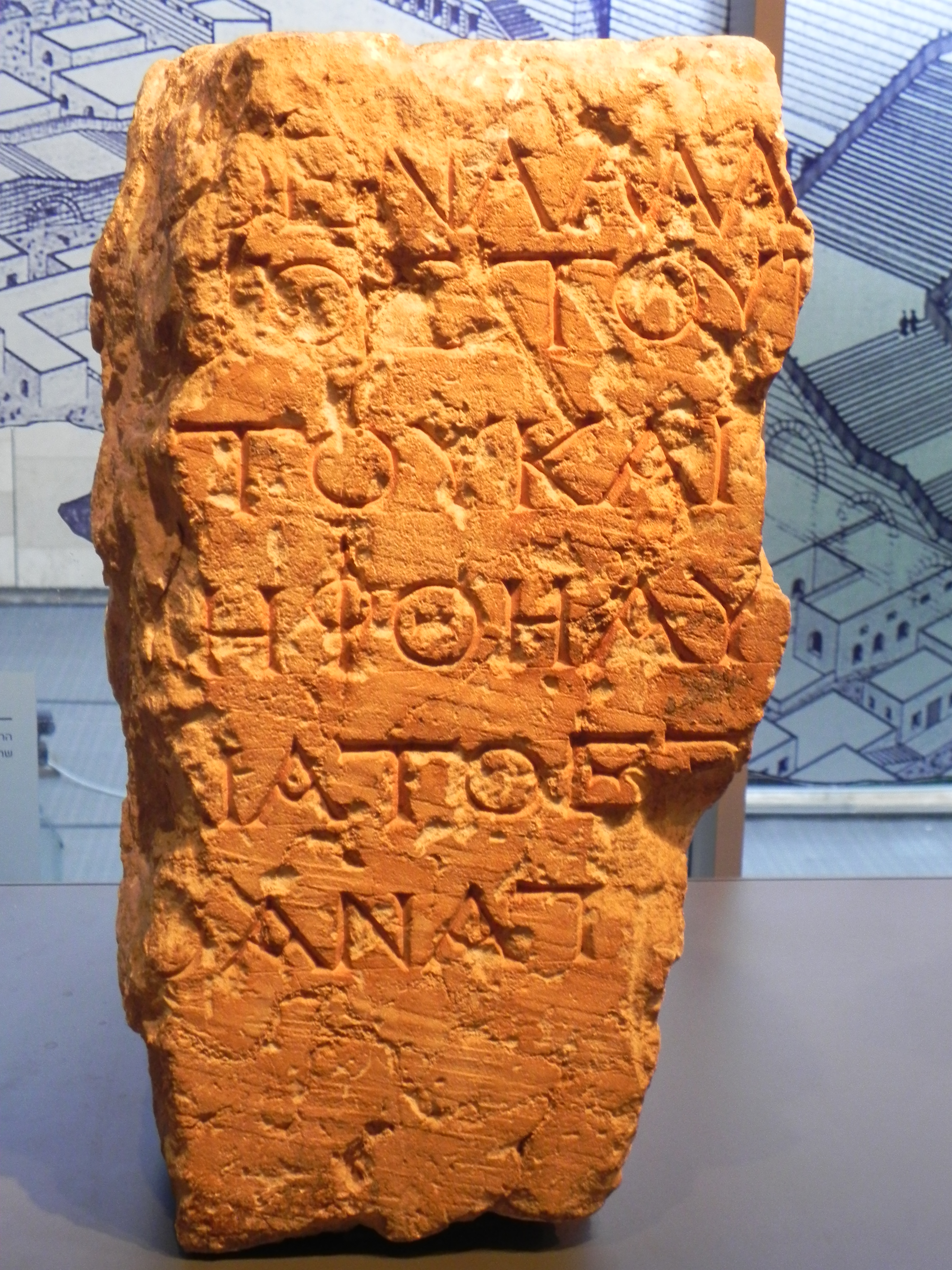
Warninschrift an der Balustrade (Soreg), die den inneren Tempelbereich umschloss (Israel-Museum)

Als Herodianischer Tempel wird die grundlegende Umgestaltung des zweiten Jerusalemer Tempels (hebräisch בֵּית־הַמִּקְדָּשׁ הַשֵּׁנִי Bēṯ hamMīqdāš hašŠēnī) bezeichnet, mit der Herodes der Große (hebräisch הוֹרְדוֹס) 21 v. Chr. begann und die zugleich sein anspruchsvollstes Bauprojekt wurde. Innerhalb von nur anderthalb Jahren wurde das eigentliche Tempelgebäude fertiggestellt und mit großer Prachtentfaltung eingeweiht. Die Neugestaltung des gesamten Tempelberg-Komplexes aber zog sich noch lange nach dem Tod des Herodes hin und kam erst kurz vor dem Ausbruch des Jüdischen Krieges zum Abschluss. Er wurde im Jahre 70 n. Chr. durch die römische Armee zerstört.

## Baubeschreibung und Kultbetrieb
Jede Rekonstruktion des Herodianischen Tempels ist eine Kombination der Angaben bei Flavius Josephus (Jüdische Altertümer 15, 380–423; Jüdischer Krieg 5, 184–243) und im Talmud (besonders Mischna-Traktat Middot). „Die Unterschiede in den Quellen können vermutlich auf die verschiedenen Bauphasen des Tempels – vor Herodes, unter Herodes, nach Herodes, vor der Tempel-Zerstörung – zurückgeführt werden.“

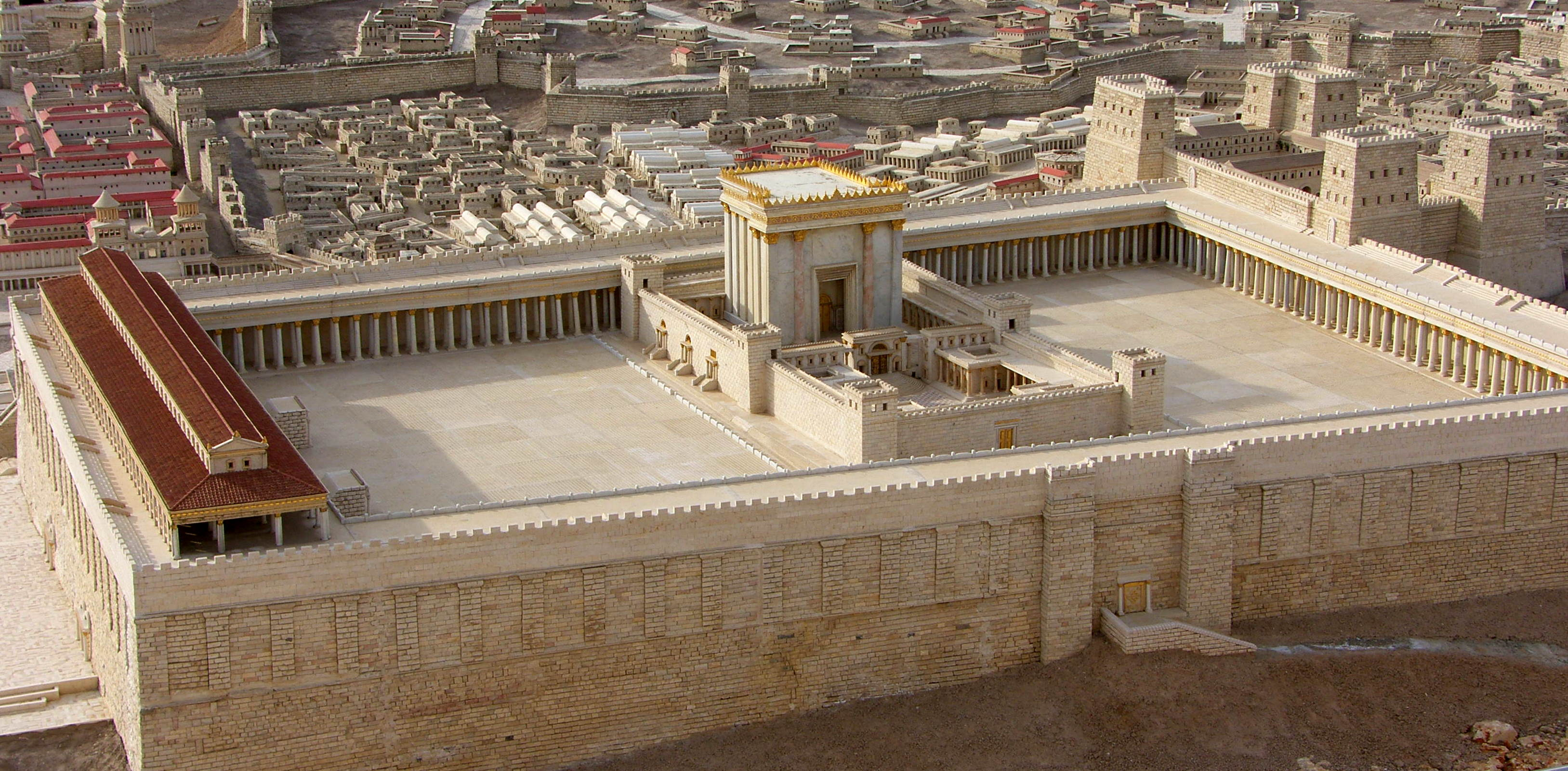
Der Tempelplatz mit äußerer Umfassungsmauer im Holyland-Modell (Blick von Osten)

Josephus interessierte sich für das gesamte Tempelareal einschließlich des Vorhofs der Heiden mit umlaufenden Säulengängen im Norden, Westen und Osten und einer Basilika an der Südseite, während die Mischna vor allem das Areal innerhalb der Balustrade (hebräisch סורג Soreg) beschreibt, das nur von Mitgliedern der jüdischen Religionsgemeinschaft im Zustand kultischer Reinheit betreten werden durfte und das auf dem folgenden Lageplan dargestellt ist.

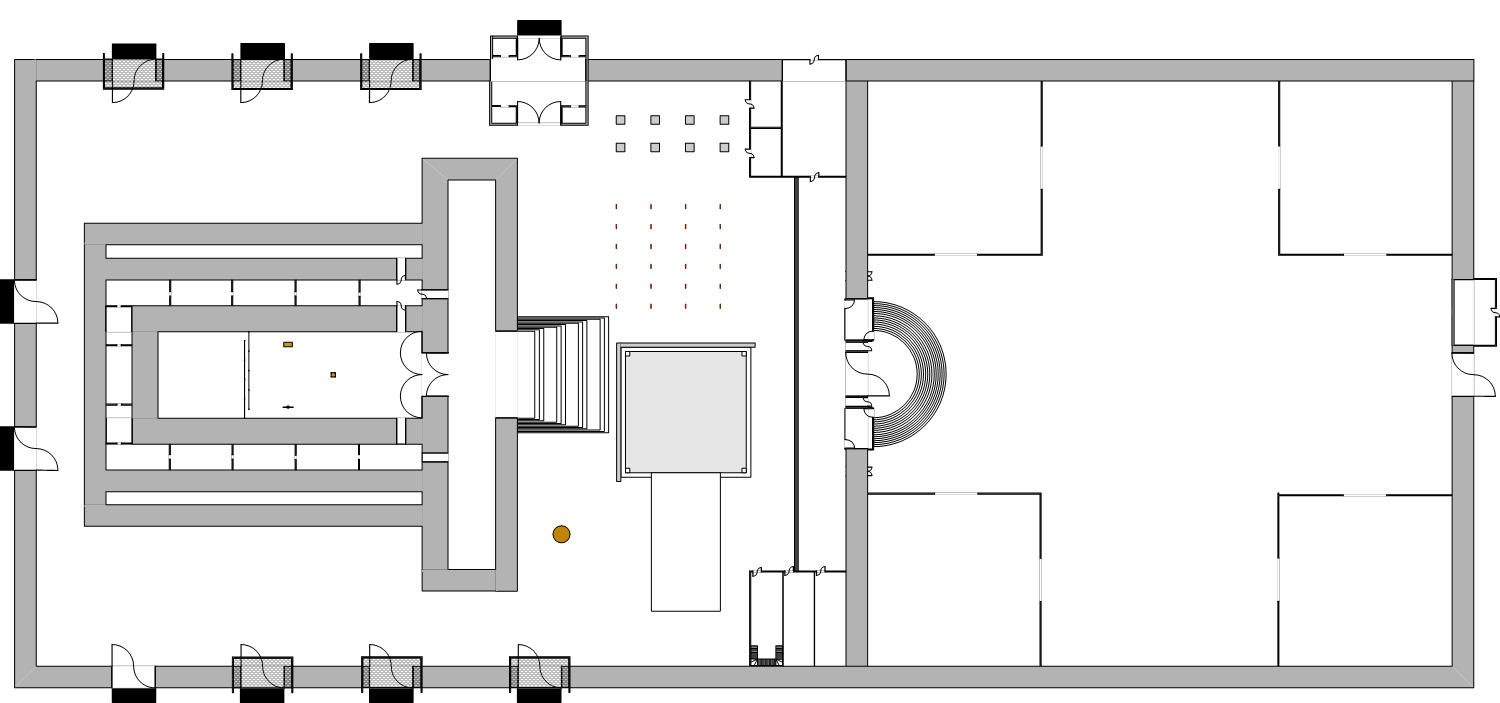
Rekonstruktion des Tempelgebäudes (genordet, mit ockerfarbenem Orientierungspunkt), auf der Grundlage des Traktats Middot.

Beschreibung des Tempelgebäudes, ausgehend von dem ockerfarbenen Punkt.
Dieser Punkt steht für ein Waschbecken im sogenannten Vorhof der Priester (hebräisch עזרה Azara). Ein beim Waschbecken stehender Betrachter blickte Richtung Norden auf eine breite Treppe, die zum Tempelhaus emporführte. Nach Westen blickend sah er die Fassade des Tempelhauses; nach Osten sah er eine breite Rampe, die zum großen Brandopferaltar emporführte.

Umrisskarte von Jerusalem im Jahre 70 n. Chr.; der Herodianische Tempel ist gelb markiert. Hellblau: die Altstadt, dunkelblau: die Jerusalemer Neustadt. In nordwestlicher Richtung grenzte die Burg Antonia an die Tempelanlage (vier kleine hellblaue Rechtecke, für die Burgtürme).

Die rechteckige Anlage nahm den höchsten Punkt des Tempelbergs ein und stand auf einer Plattform, teilweise aus gewachsenem Fels und teilweise aufgeschüttet, die etwa 3 bis 4 Meter höher war als der Vorhof der Heiden.

### Pronaos
Beim Grundriss des Tempelhauses ist die Breite des Eingangsbereichs (Pronaos, hebräisch אולם Ulam) im Vergleich zum Heiligtum auffällig, laut Mischna (Middot IV,7) sah das Gebäude dadurch wie ein ruhender Löwe aus: vorne breit, hinten schmaler. Die Fassade war außerordentlich hoch, so dass sie mit Balken stabilisiert werden musste, und das Eingangsportal war ebenfalls sehr hoch; es stellte die wichtigste Lichtquelle für die inneren Räume dar. Zu der äußeren Erscheinung des Tempelhauses machen die Quellen weniger Angaben und widersprechen sich, was die unterschiedlichen Rekonstruktionen von Modellbauern erklären kann. Ein Detail erwähnen Josephus und Mischna übereinstimmend: goldene Spieße auf dem Dach, die Mischna nennt sie „Krähenabwehr.“

### Naos
Das Heiligtum betrat man durch eine Doppeltür. Es hatte einen vorderen Bereich (hebräisch היכל Hechal), wo sich die Menora, der Schaubrottisch und der Räucheraltar befanden (mit kleinen Punkten im Plan markiert), und einen etwa quadratischen, leeren Raum im Westen: das durch zwei einander überdeckende Vorhänge abgeteilte Allerheiligste (hebräisch דביר Debir). Architektonisch bildeten Hechal und Debir eine Einheit (Naos). Sie hatten ein gemeinsames Obergeschoss, von wo aus nötige Reparaturen im Heiligtum über Öffnungen im Fußboden so ausgeführt werden konnten, dass die Handwerker möglichst wenig in Kontakt mit den heiligen Bereichen kamen.
Einmal im Jahr, am Versöhnungstag (hebräisch יוֹם כִּפּוּר ‚Tag der Sühne‘), betrat der Hohepriester (Kohanim) das Allerheiligste.
Die täglichen priesterlichen Verrichtungen im Hechal, nämlich Bedienen des Leuchters, Auflegen der Schaubrote auf den Schaubrottisch und Darbringen des Räucheropfers, bildeten den ersten kultischen Brennpunkt des Jerusalemer Tempels und waren für normale Tempelbesucher nicht sichtbar.
Umlaufend um Hechal und Debir befanden sich Kammern (hebräisch תאים Ta’im) auf mehreren Etagen, in denen unter anderem der Tempelschatz deponiert war.

### Priestervorhof
Wieder ausgehend von dem ockerfarben markierten Standort, sah man einige Meter östlich die schon erwähnte breite Rampe, die zum Brandopferaltar (hebräisch עלה olah, deutsch ‚Brandopfer‘) hinaufführte. Dieser Altar war ein großes Podium.
Nördlich vom Brandopferaltar befanden sich in Reihen angeordnet die Schlachtplätze für die Opfertiere.
Etwas weiter östlich sah man eine Absperrung, bis zu der jüdische Männer im Zustand der kultischen Reinheit (Tahara) gehen durften, um bei den Opferhandlungen zuzuschauen. Der schmale Bereich, in dem sie stehen durften, war der sogenannte Vorhof der Israeliten (hebräisch עזרת ישראל Ezrat Jisrael).
Die Tieropfer auf dem Priestervorhof bildeten den zweiten kultischen Brennpunkt des Jerusalemer Tempels. Sie waren für Laien zwar nicht zugänglich, aber (eingeschränkt) sichtbar.

### Vorhof der Frauen
Östlich an den Priestervorhof mit dem darauf befindlichen Tempelhaus schloss sich ein großer quadratischer Vorhof an. Dieser sogenannte Vorhof der Frauen (hebräisch עזרת נשים Ezrat Naschim) war im Wesentlichen der Platz, auf dem die Menge aller jüdischen Pilger zusammenkam. Es gab den Quellen zufolge eine Art umlaufenden Balkon, auf dem sich nur Frauen aufhalten durften.
In den vier Ecken befanden sich abgeteilte, nach oben hin offene Bereiche, die als Kammern oder Höfe bezeichnet werden:
- Südosten: Anlaufstelle für Personen, die ein Nasiräergelübde abgelegt hatten. Sie bereiteten hier das ihnen vorgeschriebene Opfer zu.
- Nordwesten: Anlaufstelle für Personen, die vom Aussatz geheilt waren. Sie fanden hier eine Mikwe vor, in der sie sich reinigten.
- Nordosten: Depot für Holz.
- Südwesten: Depot für Wein und Öl.

Der Durchgang zum Vorhof der Israeliten war architektonisch hervorgehoben. Der Eingang war ein Dreifachportal, das sogenannte Nikanortor, und besonders kostbar gearbeitet. Die halbrunde Treppe, die zu ihm hinaufführte, hatte fünfzehn Stufen, auf denen die Leviten musizierten. Da diese Gesänge von vielen Tempelbesuchern miterlebt wurden, gingen sie später in die synagogale Liturgie ein. Dagegen ist weitgehend unbekannt, was bei den Kulthandlungen im Tempel selbst gesungen oder rezitiert wurde.

### Die Königshalle
Die Königshalle oder -stoa (hebräisch הסטיו המלכותי Ha-stav ha-Malkhuti) war eine antike Basilika, die von Herodes dem Großen während seiner Renovierung des Tempelbergs am Ende des 1. Jahrhunderts v. Chr. errichtet wurde. Die Stoa wurde während der Plünderung Jerusalems im Jahr 70 n. Chr. von der römischen Armee zerstört. Beim Wiederaufbau des Zweiten Tempels durch Herodes war es eines seiner wichtigsten Bauprojekte. Der Bau begann im letzten Viertel des ersten Jahrhunderts v. Chr. Es war sowohl eine monumentale architektonische Leistung als auch eine wichtige politische Errungenschaft. Herodes und die Bauhandwerker investierten viel Mühe in die Erweiterung der Tempelplattform, insbesondere an ihrer Südseite, wo der Tempelberg in die Täler des Tyropoeon und des Kidron hin abfällt. Diese Erweiterung entlang des südlichen Randes der Esplanade diente als Basis, auf der die Königliche Stoa errichtet wurde. Das Gebäude hatte eine basilikale Form, war jedoch auf einer Seite offen, weshalb es in verschiedenen Quellen als Portikus, Stoa oder Kreuzgang beschrieben wurde. Der Hauptzugang zur Stoa von der Stadt aus erfolgte über eine monumentale Treppe, die vom Tyropoeon-Tal nach oben führte und dann über den Robinson-Bogen und über die darunter liegende Straße und die Geschäfte verlief. Jede größere römische Stadt hatte eine Basilika, die für Bankgeschäfte, Gerichtssäle und andere Handelsgeschäfte genutzt wurde. In Jerusalem war die Stoa das Zentrum dieser Aktivitäten. Nach einem Quellenstudium kommt Ådna zu der Hypothese das hier der Ort des historischen Jesu Tempelreinigung gewesen sein könnte. Dieses Zentrum kommerzieller Aktivität in Sichtweite des Tempels wurde von vielen gläubigen Juden als respektlos angesehen. Es war auch ein Ort des Handels im Zusammenhang mit dem jüdischen Tempelritual, wo man die Opfermaterie (hebräisch קָרְבָּן qårbān, deutsch ‚sich nähern‘ ‚opfern‘) (etwa Opfertauben) kaufen und die Münzen mit verbotenen Abbildungen für die Tempelsteuer eintauschen konnte. Deshalb fand hier wahrscheinlich Jesu Konfrontation mit den Taubenverkäufern und Geldwechslern statt, von der im Mt 21  Kapitel des Matthäusevangeliums berichtet wird.

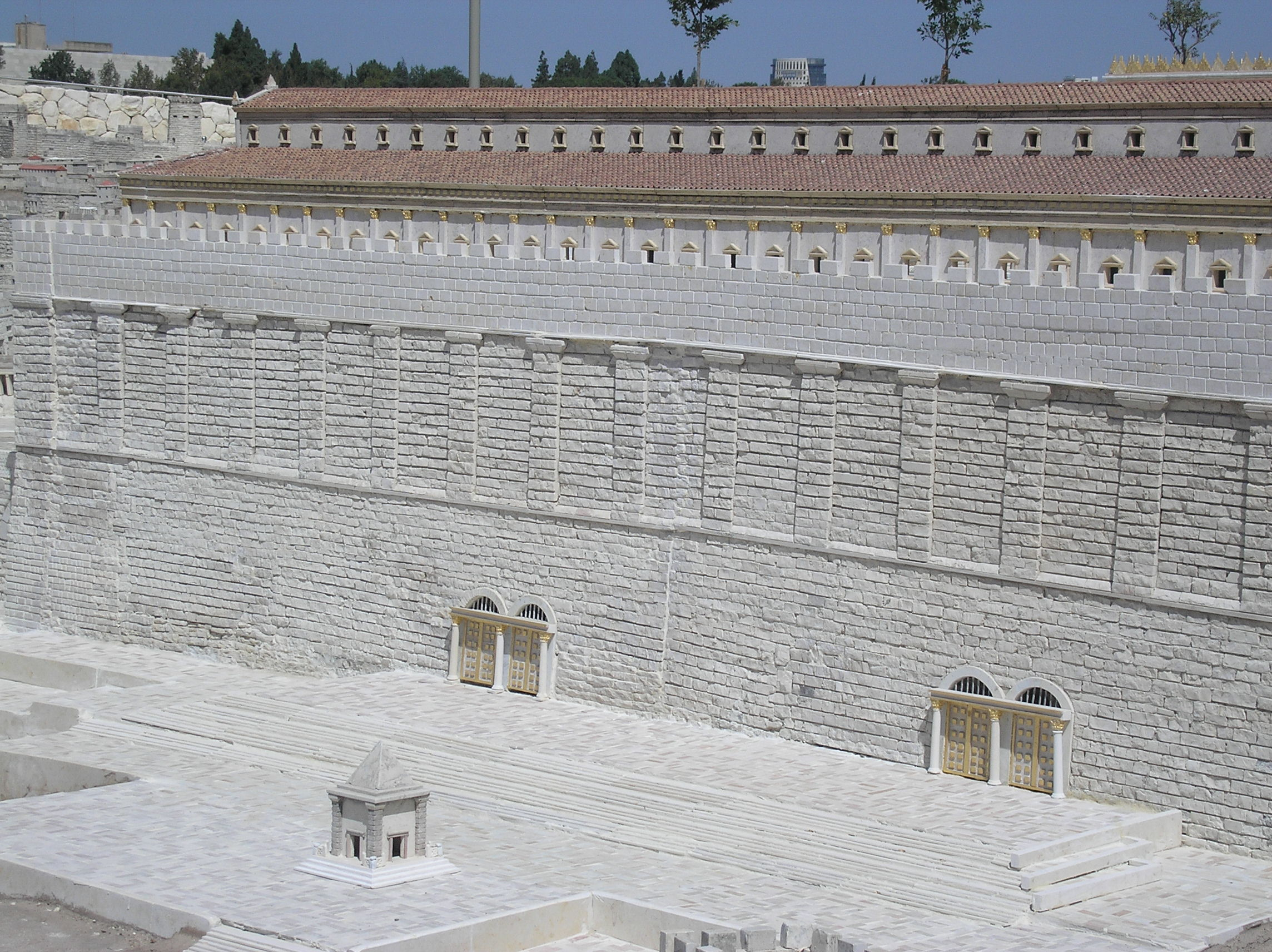
Südmauer, wie sie im Holyland-Modell (oben) dargestellt ist, mit den Hulda-Toren und der königlichen Stoa.

## Zerstörung
Im jüdisch-römischen Krieg wurde der Tempel bis zum Schluss von den Verteidigern gehalten und bei der Einnahme von den römischen Legionären im August des Jahres 70 n. Chr. in Brand gesetzt und geplündert. Flavius Josephus als Chronist dieser Ereignisse möchte den römischen Befehlshaber und späteren Kaiser Titus von der Verantwortung dafür freisprechen. Anders als beim Ersten Tempel gibt es Einzelfunde vom Tempelgelände sowie Reste der Bausubstanz in den Umfassungsmauern und vor denselben.

## Archäologie

### Tempelgelände

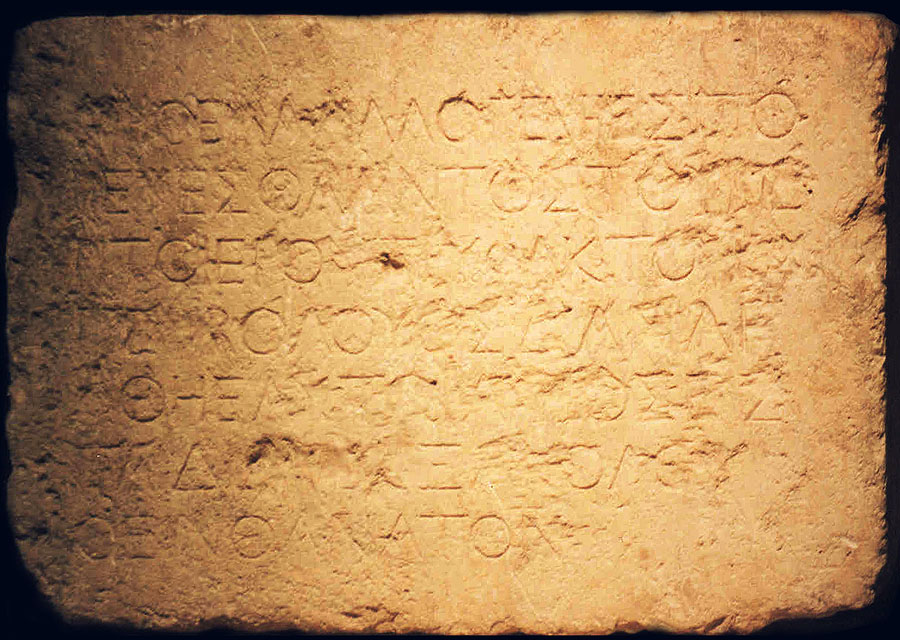
Warninschrift an der Balustrade (Soreg), Exemplar des Archäologischen Museums Istanbul

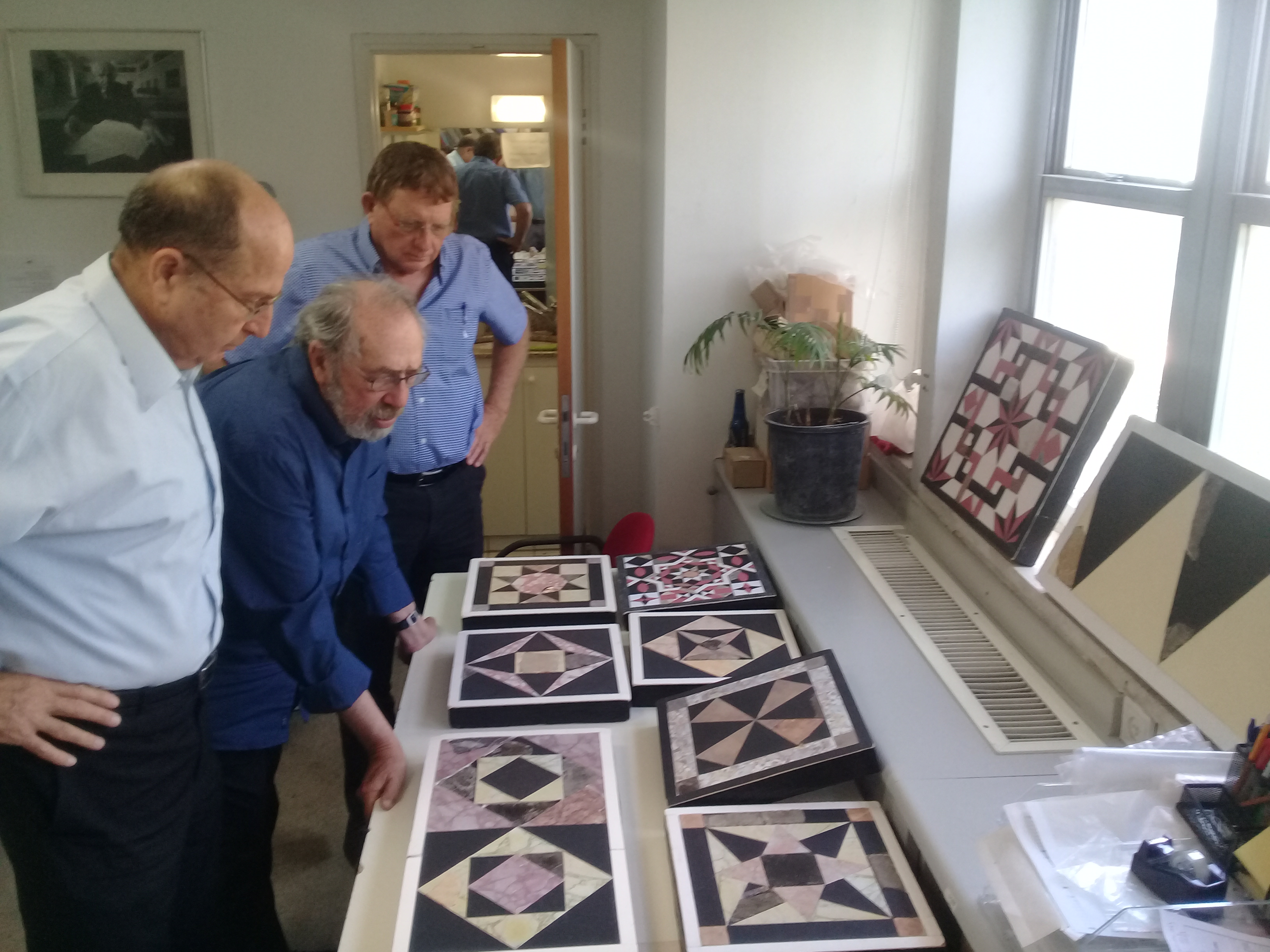
Gabriel Barkay (Mitte) stellt Moshe Yaalon Rekonstruktionen des Bodenpflasters vor (2017)

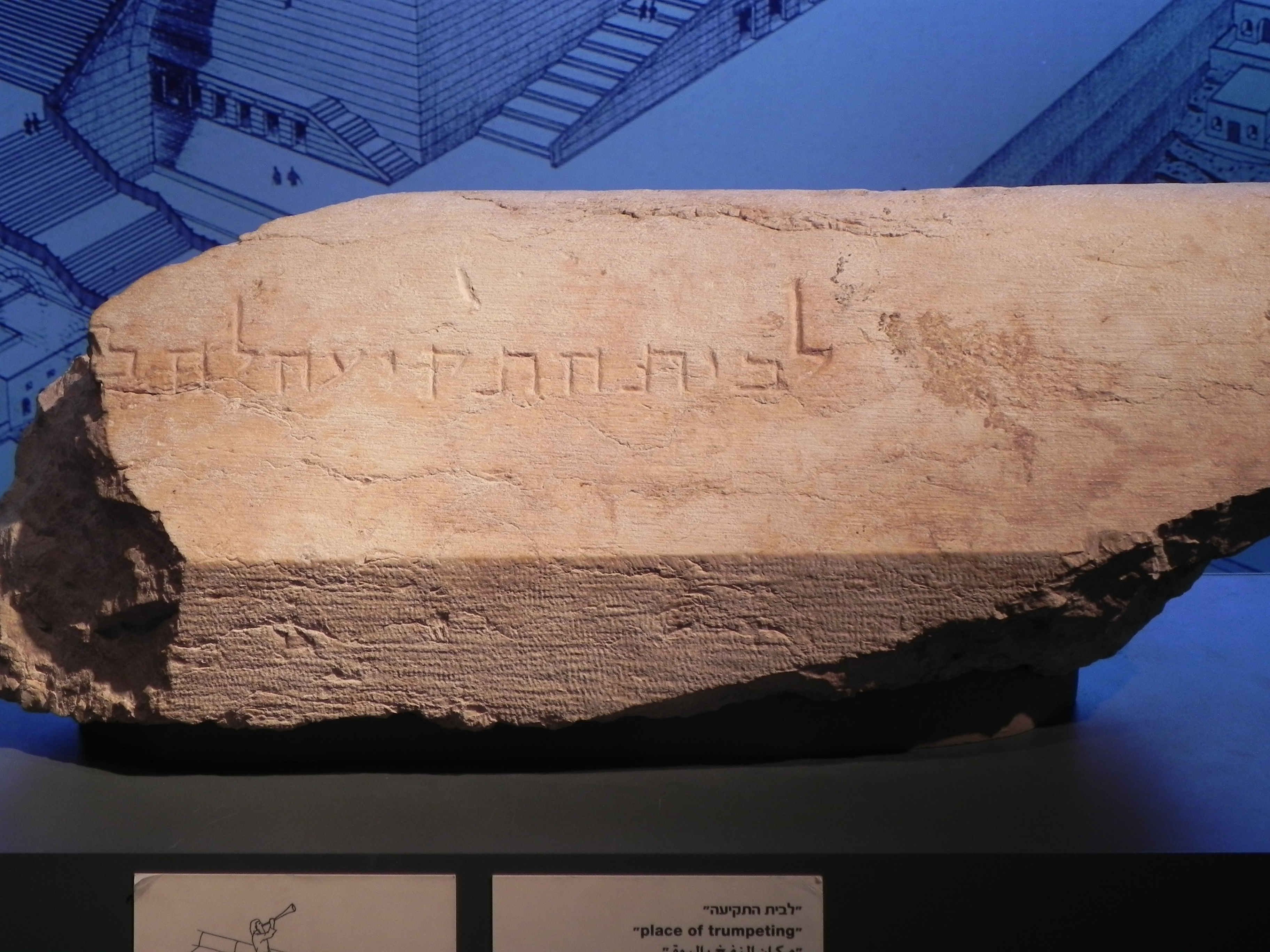
Mauerfragment: Ort des Trompetensignals (Israel Museum)

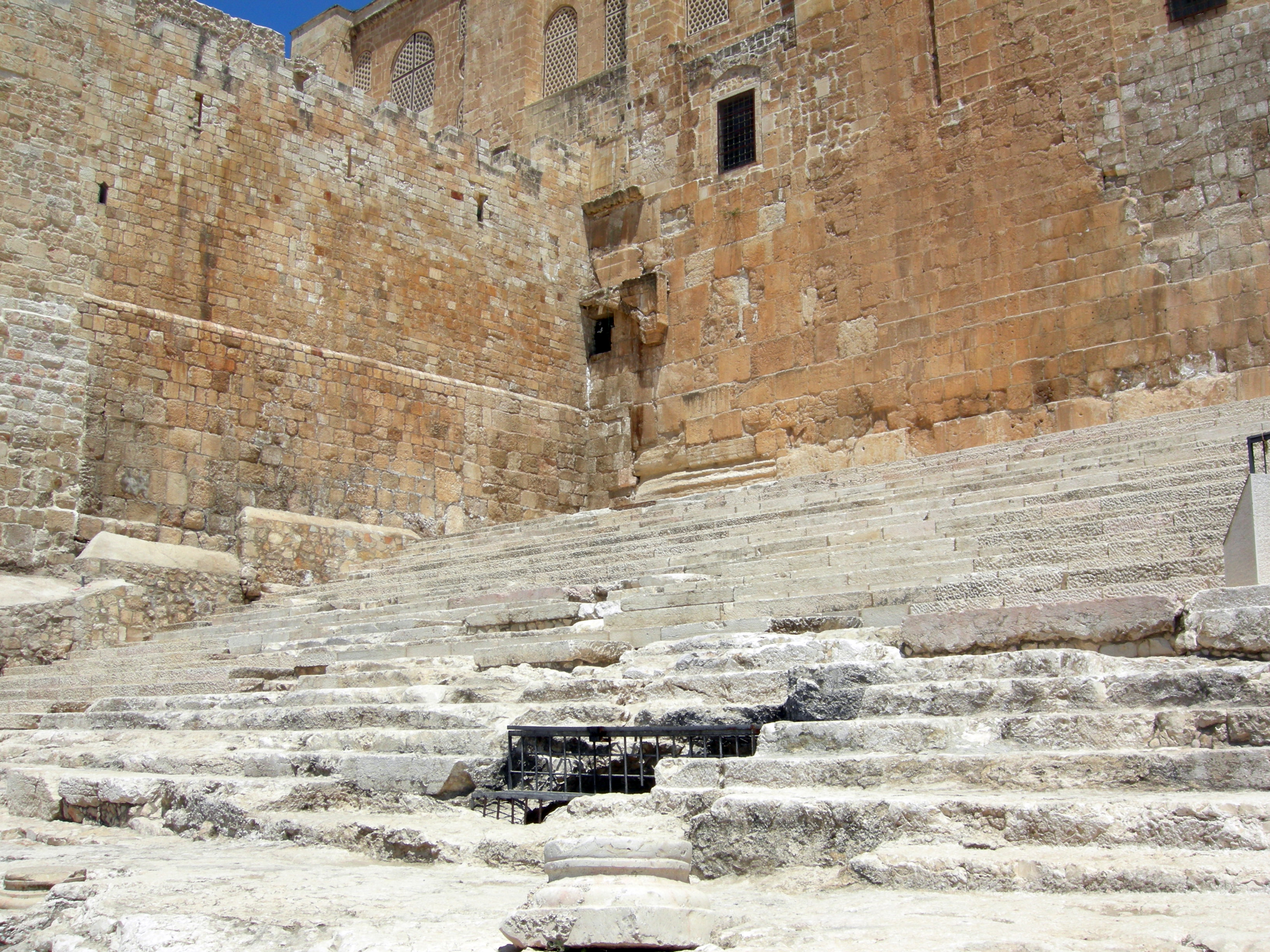
Repräsentative, 65,5 m breite Tempeltreppe der Jerusalemer Pilgerstraße: Südlicher Zugang zum Tempelplatz

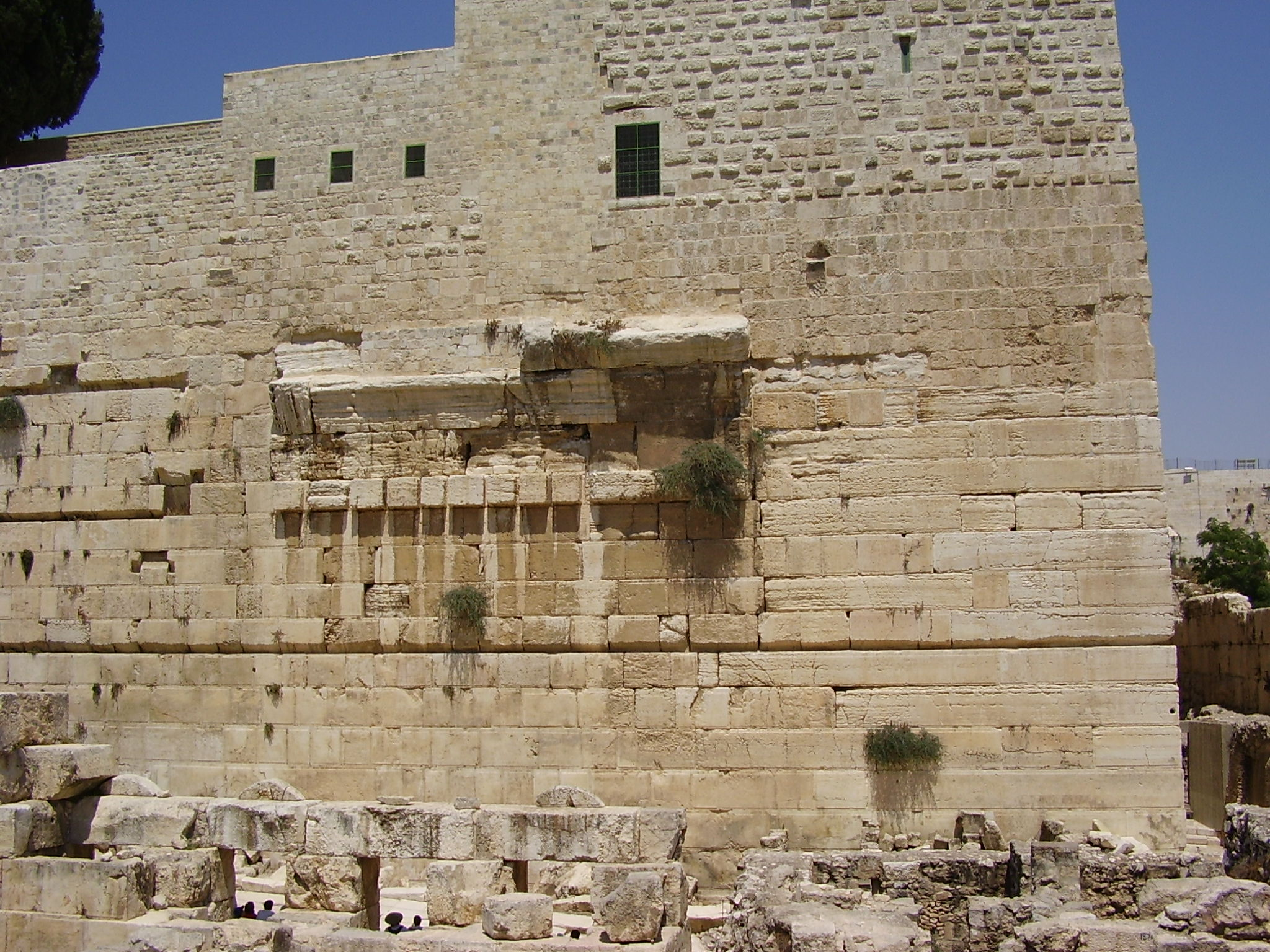
Ansatz des Robinson-Bogens: Südwestlicher Aufgang zum Tempel

Da archäologische Forschung auf dem Tempelgelände nicht möglich ist, ist auch nicht bekannt, ob dort noch Reste des Herodianischen Tempels vorhanden sind. Ausgeschlossen ist dies nicht, da auf frühen Fotografien mutmaßlich antike Bausubstanz erkennbar ist. Doch führte die Waqf-Behörde im 20. Jahrhundert auf dem Areal größere, archäologisch unbegleitete Baumaßnahmen durch. David M. Jacobson und Shimon Gibson identifizierten auf Plänen, Stichen und Fotografien der Zeit von 1833 bis 1870 rechts von der Treppenanlage, die von Süden zum Felsendom emporführt, vier Stufen einer mindestens 34 Meter breiten herodianischen Treppenanlage, die heute verschwunden oder durch Vegetation verdeckt ist.
Zwei Kalksteinblöcke mit griechischen Warninschriften, die in die Balustrade (Soreg) um den inneren Tempelbereich eingelassen waren, sind als Spolien nördlich vom Tempelberg und nahe dem Löwentor gefunden worden, sie befinden sich heute im Archäologischen Museum in Istanbul und im Israel Museum in Jerusalem.
Eine Spolie, die in einem Wasserbecken gefunden wurde, das mit dem Schutt des Jahres 70 gefüllt war, trägt eine fragmentarische griechische Stiftungsinschrift für einen Bodenbelag aus dem 20. Jahr des Herodes (18/17 v. Chr.). Dieses Artefakt wird im Hecht Museum in Haifa ausgestellt.
Unterhalb der südlichen Umfassungsmauer fand man im Schutt Architekturfragmente und Kleinfunde, die sich der herodianischen Basilika zuordnen ließen. Darunter sind Stücke von korinthischen Kapitellen mit Resten von Goldblatt-Verzierung hervorzuheben, die der Baubeschreibung des Josephus entsprechen.
Zu den Befunden des Temple Mount Sifting Projects, deren wissenschaftlicher Wert allerdings umstritten ist, gehörten Stücke eines recht bunten Bodenpflasters in Opus-sectile-Technik, das der Öffentlichkeit am 8. September 2016 präsentiert werden konnte. So war nach Meinung von Gabriel Barkay der Fußboden in den Tempelvorhöfen kurz vor dem Jüdischen Krieg ausgelegt.

### Umfassungsmauern
Vorherodianisches (seleukidisches, hasmonäisches) Mauerwerk ist nur noch in der östlichen Umfassungsmauer erkennbar. Insbesondere die Steinlagen des herodianischen Tempels sind innerhalb der Umfassungsmauern gut zu sehen. „Die sehr gut gearbeiteten Spiegelquader mit Saumschlag sind 1–1,2 m, teilweise sogar 1,9 m hoch und erreichen Längen bis zu 11 m.“
Besonders bemerkenswert ist ein beschrifteter Stein mit den Abmessungen 31 × 86 × 26 cm, der die hebräische Aufschrift „Für den Platz des Trompetensignals“ trägt. Er befand sich an der Mauerbekrönung der Südwestecke und stürzte bei der Zerstörung des Tempels auf die gepflasterte Straße, die unterhalb der Mauer verlief. Dort wurde er von Benjamin Mazar 1970 entdeckt und publiziert. „Da die Priester gewußt haben dürften, wo der Platz des Trompetensignals war, ist der Zweck dieser Inschrift eher formell oder zeremoniell als praktischer Natur.“ Der Fund wird heute im Israel Museum ausgestellt.

### Zugänge
Außer im Norden waren große Treppen und Brücken notwendig, um die Besucher vom Straßenniveau Jerusalems auf die Höhe des herodianischen Tempelplateaus zu bringen. An der Südseite befanden sich die beiden Hulda-Tore. An der Ostseite gab es der Mischna zufolge das Schuschan-Tor, das sich etwa an der Stelle des heutigen Goldenen Tores befunden haben kann. An der Westseite sind vier Zugänge bekannt, die nach Forschern des 19. Jahrhunderts benannt sind. Sie sind identisch mit jenen, die Josephus beschrieben hat. Von Norden nach Süden:
- Warren-Tor (nach Charles Warren). Von der herodianischen Toranlage ist nur ein Stück des südlichen Türpfostens erhalten.[39]
- Wilson-Bogen (nach Charles William Wilson). Schon Herodes ließ bei seiner Tempelerweiterung dort, wo sich die beiden Tore Bab as-Silsila und Bab as-Sakina befinden, als westlichen Zugang zum Tempelplatz eine repräsentative Doppeltoranlage[40] errichten. Flavius Josephus schrieb,[41] dass vom Xystos (wohl Name einer Säulenhalle) eine Brücke zur westlichen Säulenhalle des Tempels führte; bei der Brücke handelte es sich um den Wilson-Bogen, der in herodianischer Zeit angelegt wurde. An diesem strategisch wichtigen Zugang zum Tempelgelände fanden während des Jüdischen Krieges mehrmals Kämpfe statt, wobei, wie die Forschung lange Zeit annahm, auch der Wilson-Bogen zerstört wurde. „Zwar wurde der Bogen in seiner heutigen Form zeitweilig erst frühislamisch datiert (Bieberstein / Bloedhorn, 1994, III, 404-406; Bahat, 2013, 28.79-86), doch kann er inzwischen mit Onn, Weksler-Bdolah und Bar-Nathan (2011)[42] überzeugend schon der herodianischen Westerweiterung der Plattform zugeschrieben werden. 1991–1992 kamen auf dem Platz vor dem Bāb es-Silsila und Bāb es-Sakīna die obersten Stufen einer monumentalen Zugangstreppe derselben Zeit zutage (Kogan-Zehavi, 1997).“[5] Die 2019 beendete Untersuchung von Partikeln organischen Materials aus Mörtelfugen mittels der Radiokarbonmethode ergab schließlich, dass es zwei Bauphasen gab: die erste zur Zeit von Herodes oder kurz nach dessen Tod und eine zweite zwischen den Jahren 30 und 60 n. Chr., als der Zugang auf rund 15 Meter verbreitert wurde.[43]
- Barclay-Tor (nach James Turner Barclay). Von der Klagemauer-Plaza aus ist eine Hälfte des großen herodianischen Türsturzes und darunter die sekundäre Steinfüllung der Toröffnung sichtbar.[44]
- Robinson-Bogen (nach Edward Robinson). Erhalten sind die Keilsteine in der 11. Lage der herodianischen Umfassungsmauer. Diese sind beidseitig ohne Bruch in das herodianische Mauerwerk eingepasst. „Die vorschießenden Steine unterhalb des Bogenansatzes dienten möglicherweise als Stützen für das Baugerüst.“[45]